# Croix - Centre
Croix - Centre is een metrostation aan lijn 2 van de metro van Rijsel, gelegen in het centrum van de Franse gemeente Croix. Het station werd op 18 augustus 1999 geopend en ligt op loopafstand van het Station Croix-Wasquehal. 

## Omgeving
- Église Saint-Martin
- Hoofdkantoor 3 Suisses
- Station Croix-Wasquehal